# Berliner Team-Marathon
Der Berliner Team-Marathon war ein Marathon in Berlin, der von 1979 bis 2009 im Januar stattfand. Bis 1990 wurde die Veranstaltung von der EBT Berlin anschließend vom SC Charlottenburg organisiert. Sein besonderes Kennzeichen war, dass die Starter Dreier-Teams bildeten, die nur dann in die Wertung kamen, wenn sie die gesamte Strecke gemeinsam zurücklegten.
Die Strecke bestand aus einem flachen 5-km-Rundkurs, der achtmal durchlaufen wurde, und einer kleinen Runde von 2,195 km durch den Forst Plänterwald. 
Neben dem Marathon wurde parallel ein 5-km-Fun-Run angeboten.
Seit 2010 wird die Idee eines Teammarathons vom Leipziger Wintermarathon und dem Brandenburger Teammarathon fortgeführt.

## Streckenrekorde
- Männer-Teams: 2:35:40, USC Leipzig (Knies, Baumbach, Körner), 1991
- Frauen-Teams: 3:09:04, SC Charlottenburg (Lomsky, Schmidt, Renz), 1993